# Amanda Lindová
Amanda Sofia Margareta Lindová, rozená Johanssonová (* 2. srpna 1980 Uppsala) je švédská politička. Od roku 1999 je členkou Strany zelených.
Vystudovala psychologii na univerzitě ve městě Umeå. Pracovala pro krajský úřad ve Västernorrlandu jako specialistka na práci s mládeží a byla radní ve městě Härnösand. V roce 2016 se stala tajemnicí Strany zelených a od 21. ledna 2019 je švédskou ministryní kultury, demokracie a sportu ve vládě Stefana Löfvena.
Vzbudila kontroverzi, když hájila svého stranického kolegu Mehmeta Kaplana, který byl v roce 2016 donucen odejít z vlády pro své kontakty s islamisty a tureckými nacionalisty. Čínská vláda ji prohlásila za nežádoucí osobu kvůli udělení Tucholského ceny odpůrci pekingského režimu Kuej Min-chajovi. Švédský spisovatel Jonas Gardell vyzval Lindovou v srpnu 2020 k rezignaci, protože podle něj při zavádění opatření proti šíření pandemie covidu-19 dostatečně nehájila zájmy pracovníků v kultuře.
Jejím manželem je filmař Björn Ola Lind, mají tři děti a žijí v Järně.
Amanda Lindová ovládá esperanto.